# Следж: Нерозказана історія
Следж: Нерозказана історія (англ. Sledge: The Untold Story) — американський комедійний фільм 2005 року.

## Сюжет
Псевдодокументальний фільм, що оповідає про зліт і падіння колишнього стриптизера, що досяг колосальних успіхів як зірка бойовиків.

## У ролях
| Актор            | Роль                                  |
| ---------------- | ------------------------------------- |
| Девід Літч       | Френк Следж                           |
| Холмс Осборн     | Річард Орхід                          |
| Келлі Ху         | грає саму себе / таємний поліцейський |
| Керрі-Енн Мосс   | грає саму себе / подруга у фільмі     |
| Ерні Гадсон      | грає самого себе / командир           |
| Майкл Т. Вайс    | наркобарон                            |
| Міч Гейлорд      | Брат                                  |
| Ерік Робертс     | начальник поліції                     |
| Лін Шей          | Саманта Джонс                         |
| Деніел Бернхардт | Джейсон Еверстронг                    |
| Аль Леонг        | Зло Доктор                            |
| Бен Стіллер      | камео                                 |
| Деббі Аллен      | Сама себе / Божество                  |